# Campitello di Fassa
Campitello di Fassa es una localidad y comune italiana de la provincia de Trento, región de Trentino-Alto Adigio, con 740 habitantes.

## Evolución demográfica
| Gráfica de evolución demográfica de Campitello di Fassa entre 1861 y 2001 |
|                                                                           |
| Fuente ISTAT - elaboración gráfica de Wikipedia                           |